# John Joseph Connolly
Pour les articles homonymes, voir John Connolly et Connolly.
John Joseph Connolly (31 octobre 1906-25 juillet 1982) est un homme politique canadien de l'Ontario. Il est sénateur fédéral libéral de la division sénatoriale Ottawa-Ouest de 1953 à 1981. Il est ministre dans le cabinet du premier ministre Lester Pearson.

## Biographie
Né à Ottawa en Ontario, Connolly gradue de l'Université d'Ottawa en 1927. Il obtient un doctorat en philosophie de l'Université de Notre-Dame-du-Lac près South Bend en Indiana. Il étudie ensuite le droit à l'Université de Montréal et entre au barreau du Québec et au barreau de l'Ontario. Il accède par la suite au Conseil de la Reine.
Durant la Seconde Guerre mondiale, Connolly est assistant exécutif d’Angus Lewis Macdonald, ministre de la Défense nationale pour la Marine. En 1944, il joue un rôle pivot à la suite de la démission du vice-amiral Percy W. Nelles (en), l’officier ayant le plus haut rang dans la Marine royale canadienne . Connolly est par la suite nommé Officier de l’ordre de l'Empire britannique pour son travail durant la guerre.
Alors redevenu professeur de droit, il est nommé au Sénat du Canada par le premier ministre Louis St-Laurent en 1953. De 1961 à 1964, il est président du Parti libéral du Canada. En 1964, il devient chef du gouvernement au Sénat et entre au cabinet de Lester Pearson à titre de ministre sans portefeuille. Demeurant au cabinet jusqu’à la retraite de Pearson en 1968, il quitte la chambre haute en 1981.